# C'est Noël chez nous
Pour plus de détails, voir Fiche technique et Distribution.
C'est Noël chez nous (titre original : Christmas on the Square) est un film de Noël américain réalisé par Debbie Allen, sorti en 2020.

## Synopsis
Regina Fuller revient dans la ville où elle a grandi et prévoit de la vendre à des promoteurs, sans tenir compte des habitants.

## Fiche technique
- Titre : C'est Noël chez nous
- Titre original : Christmas on the Square
- Réalisation : Debbie Allen
- Scénario : Dolly Parton et Maria S. Schlatter
- Photographie : Oliver Bokelberg
- Montage : Casey O. Rohrs
- Musique : Dolly Parton
- Producteurs : Debbie Allen, Sam Haskell, Dolly Parton et Maria S. Schlatter (producteurs délégués)
- Société de production : Magnolia Hill Productions, Sandollar Productions et Warner Bros. Television
- Pays :  États-Unis
- Genre : Comédie, film musical
- Durée : 98 minutes
- Dates de sortie : 
  -  États-Unis : 22 novembre 2020

## Distribution
- Dolly Parton : Angel
- Jenifer Lewis : Margeline
- Josh Segarra : le pasteur Christian Hathaway
- Jeanine Mason : Felicity Sorenson
- Mary Lane Haskell : Jenna Hathaway
- Treat Williams : Carl Pellam
- Christine Baranski : Regina Fuller
- Mark Daniel Chmiel : Phil le facteur
- Donald Corren : Dr. Marshall
- Mary Donnelly Haskell : Lenore
- Brandon Hudson : Randy
- Matthew Johnson : Mack
- Selah Kimbro Jones : Violet
- Vivian Nixon : Bessie
- Brandon O'Neal : Andy
- Douglas Sills : Jack Fuller
- Carol Swarbrick : Granny Hoover

## À noter
- Le film a reçu un accueil mitigé de la critique. Il obtient un score moyen de 51 % sur Metacritic[1].